# IC 1336
IC 1336 — галактика типу Sab (компактна витягнута галактика) у сузір'ї Козеріг.
Цей об'єкт міститься в оригінальній редакції індексного каталогу.